# Echinopsis schickendantzii
Echinopsis schickendantzii es una especie de plantas en la familia Cactaceae. Es endémica de Tucumán en  Argentina. Es una especie rara en la vida silvestre.

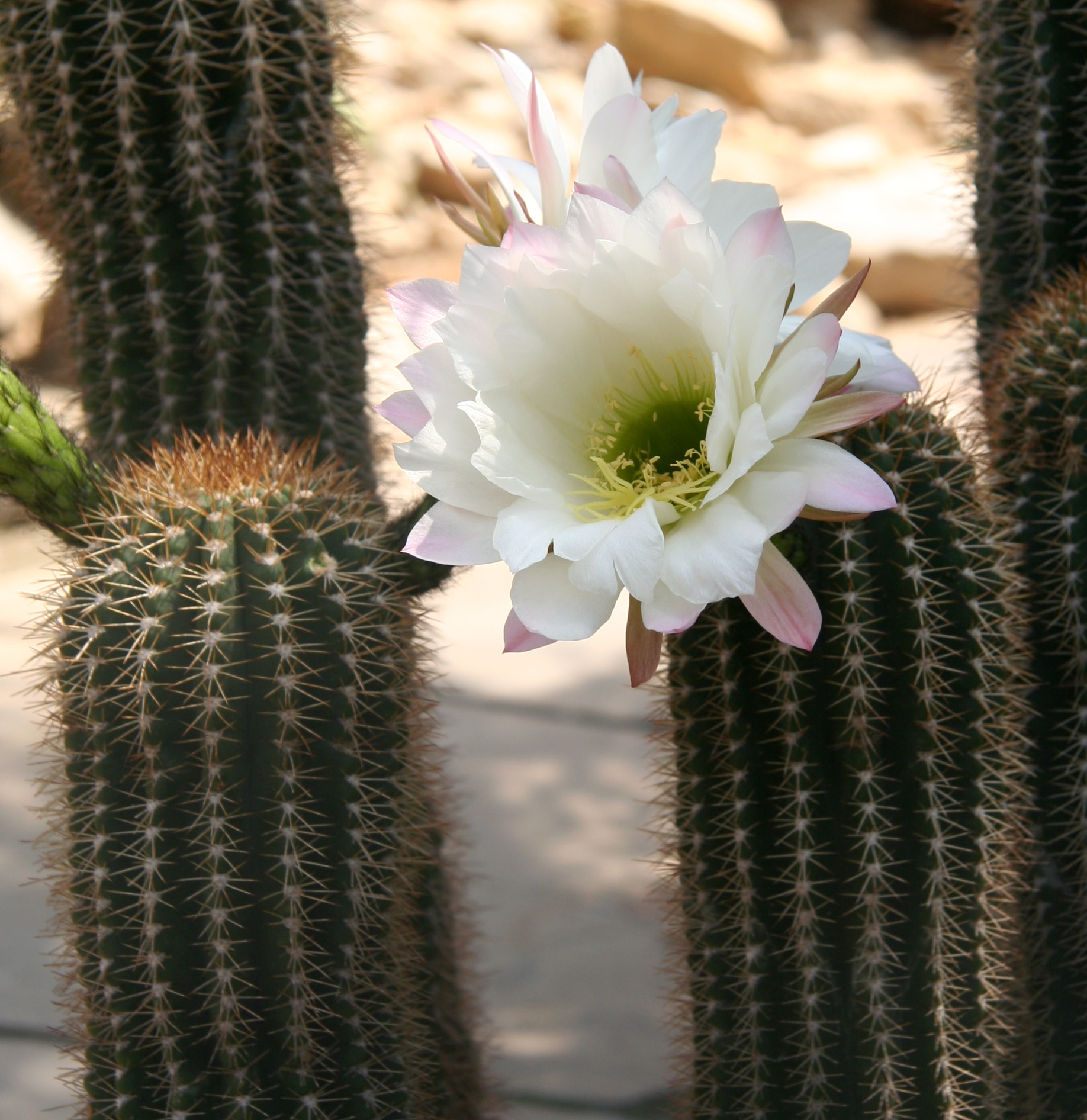
Detalle de la planta con flor

## Descripción
Echinopsis schickendantzii es crecientemente arbustiva o, a veces  individual, pero generalmente ramificada desde la base. Los tallos cilíndricos u oblongos, de color verde brillante con brotes  de 15 a 25 cm de largo y con un diámetro de hasta 6 centímetros. Tiene 14 a 18 costillas algo afiladas y dentadas. En ellas se encuentran presentes las areolas que están muy cerca una de la otra y se tocan entre sí de vez en cuando. De las mismas surgen espinas de color amarillento que son flexibles y de hasta 1 cm de largo. Tiene cuatro espinas centrales formadas y nueve espinas radiales disponibles. Las flores en forma de embudo, son blancas, no perfumadas  y se abren por la noche, con 20 a 22 cm de largo. El tubo de la flor tiene pelo negro y denso. Los frutos son esféricos, de color verde oscuro y son dulces con  una longitud de hasta 6 cm, y tienen un diámetro de 5 centímetros.

## Taxonomía
Echinopsis schickendantzii fue descrita por (Hook.) F.A.C.Weber y publicado en Dictionnaire d'Horticulture 473. 1896.
Etimología
Ver: Echinopsis
schickendantzii epíteto otorgado en honor del químico alemán Friedrich  Schickendantz (1837–1896), que emigró a Argentina en 1861.
Sinonimia
- Trichocereus schickendantzii
- Trichocereus shaferi
- Echinopsis shaferi
- Trichocereus manguinii
- Echinopsis manguinii
- Trichocereus volcanensis[3]